# 拉萨地体
拉萨地体是一个地体，或者说板块碎片，在白垩纪缝合到欧亚板块形成了现今的西藏。以拉萨市得名。地块的北部源自东非造山运动，地块的南部似乎曾是澳洲大陆的一部分。两部分连接起来，后来附着到亚洲大陆，又被印度板块碰撞形成了喜马拉雅山脉。

## 位置

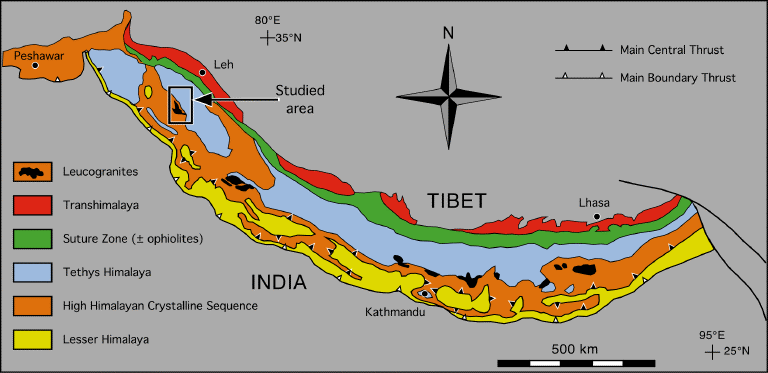
喜马拉雅的地质单元。绿色是“印度河-雅鲁藏布江缝合带”。红色是泛喜马拉雅。

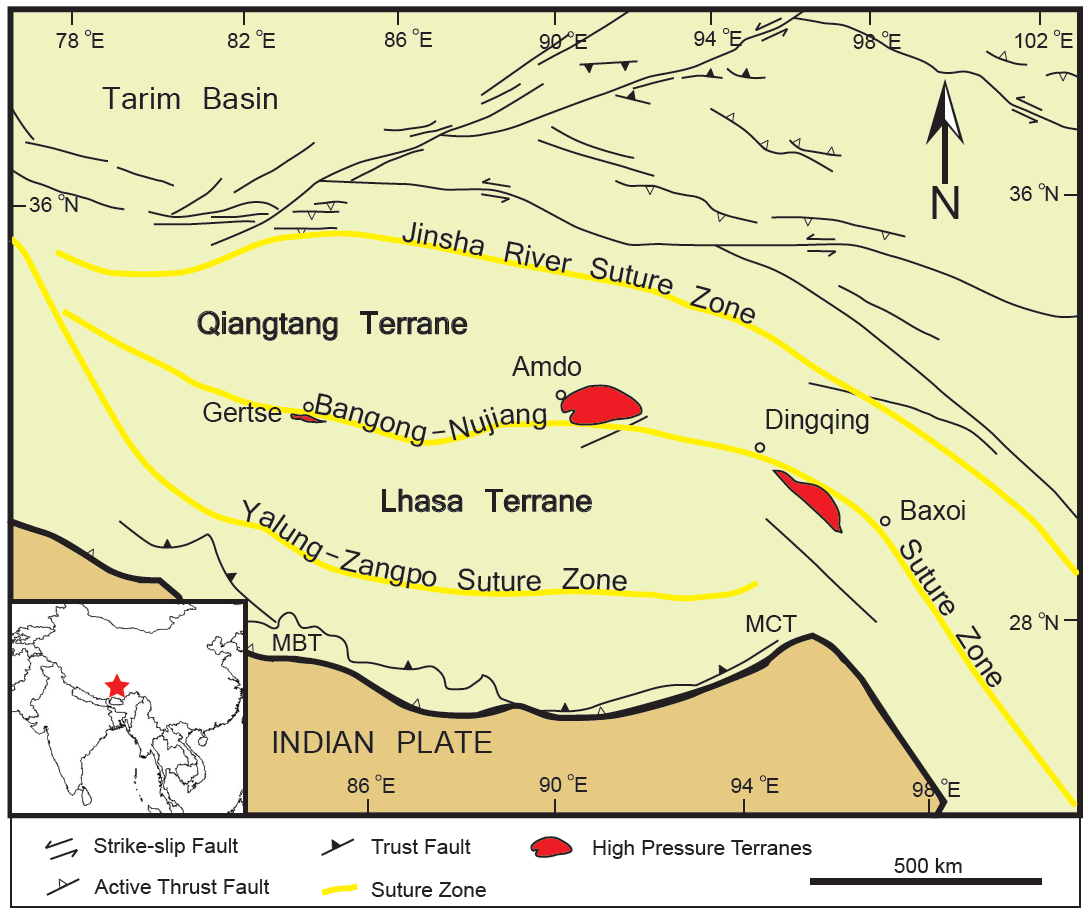
拉萨地块与羌塘地块及相关的缝合带

拉萨地体与南方的喜马拉雅地块被印度河-雅鲁藏布江缝合带分开；与北部的羌塘地块被班公错-怒江缝合带分开。
拉萨地体有前寒武纪结晶基底，上覆古生代(约541–252 Ma)与中生代 (约 252–66 Ma)沉积地层，包括古生代到新生代(66 Ma到现在)的岩浆岩。
拉萨地块被认为是在新生代与印度板块碰撞前，欧亚板块的最后的增生部分。

## 起源
新生代之前，拉萨地块分为两块：北拉萨地块与南拉萨地块。在岩石学与碎屑岩的碎屑锆石定年上类似于羌塘地块与喜马拉雅特提斯地层，说明其临近冈瓦纳。北、南拉萨地块的碎屑锆石定年有差别。
南拉萨地块显然是在前寒武纪末期到古生代初期是澳洲板块一部分。拉萨地块的古生代变质沉积岩的锆石碎屑的同位素分析与西澳大利亚的锆石碎屑有相同的年代约1170 Ma。这些锆石碎屑可能来自西南澳大利亚的阿尔巴尼-弗雷澤造山带。
北拉萨地块可能是在东非造山运动北部形成的。北拉萨地块的结晶基底包含了新元古代的洋壳岩石，这可能是罗德尼亚超大陆破裂后形成的莫桑比克洋。成冰纪后期，约650 Ma，随莫桑比克洋的闭合，北拉萨地块的洋壳基底经历了俯冲带的高压变质。古生代早期，约485 Ma， 它经历了伴随东、西冈瓦纳会聚而带来的多期变质。
古生代早期，北、南拉萨地块与羌塘地块经历了岩浆活动，看起来是冈瓦纳最终汇聚后原特提斯洋俯冲带来的安第斯类型造山运动形成的。古生代中期，约360 Ma，拉萨地块与羌塘地块再次经历了演讲活动，显然是由于古特提斯洋的俯冲。

## 形成与进化

拉萨地块靠近羌塘地块

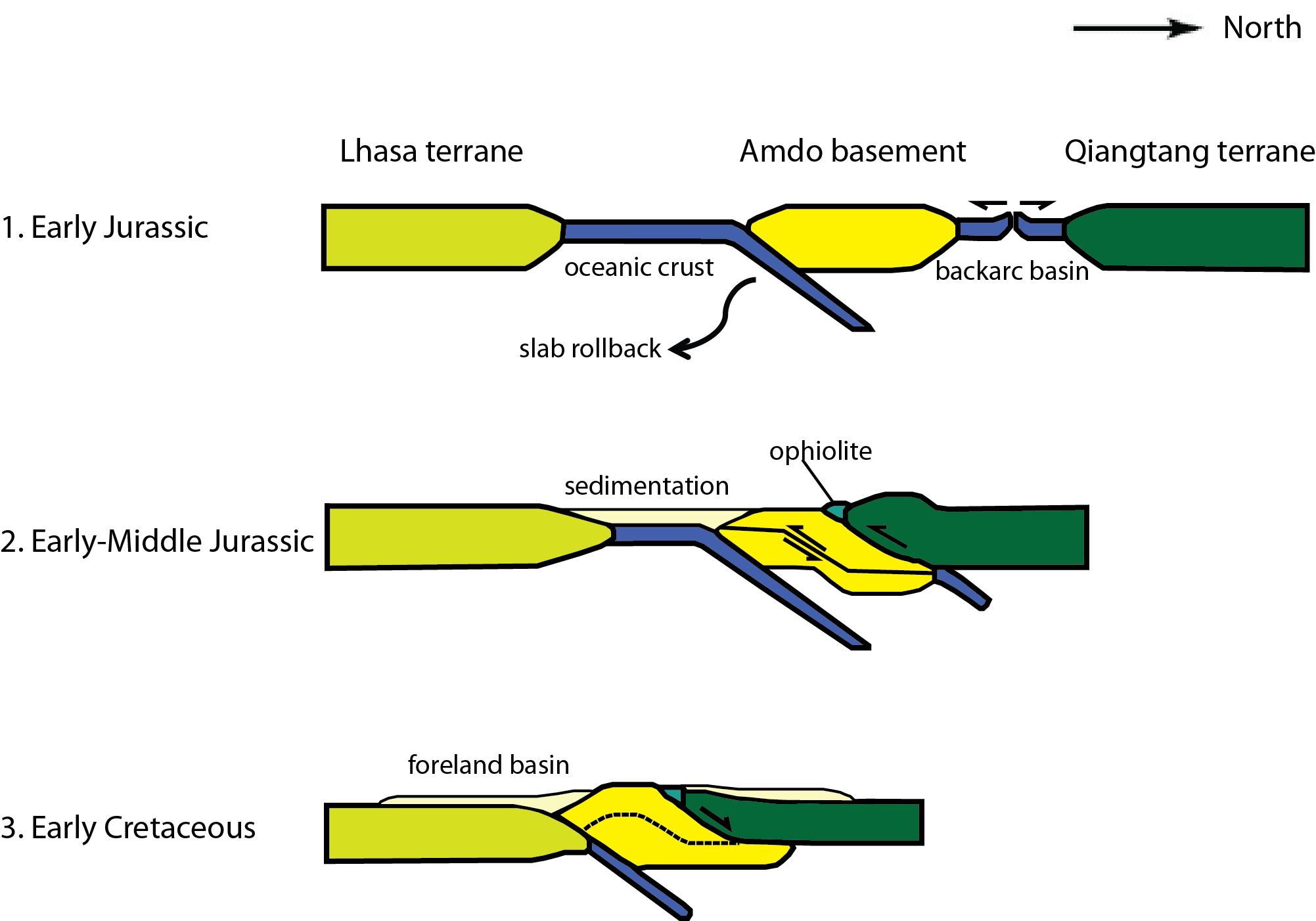
班公湖缝合带的地质演化

早期是冈瓦纳大陆的一部分。自二叠纪晚期开始脱离冈瓦纳大陆，成为一个独立的地体向劳亚大陆方向漂移。二叠纪的舌羊齿植物群已不如喜马拉雅的典型，且有华夏植物群的混生，说明它已位于冈瓦纳与华夏大陆之间，或者离两者都不远，起码在孢子花粉可以到达的距离内。
拉萨地块由北、南两个子地块组成，最初二者被古特提斯洋分开，古生代后期连接形成一个缝合带。在二叠纪末期，约260 Ma，古特提斯洋闭合。该缝合带经历了高压变质。约220 Ma的三叠纪，形成了多期变质带。
早白垩纪，拉萨地块与羌塘地块的碰撞，形成了拉萨地块北部的外围前陆盆地。
新特提斯洋壳北倾俯冲到拉萨地块之下引发了火山活动。冈底斯火山弧在拉萨地块的南部边缘形成。冈底斯岩基侵入了拉萨地块的南半部。这说明在白垩纪末期，南拉萨地块的厚度是正常值的两倍。
火山喷发自中侏罗纪开始，晚白垩纪至晚第三纪最盛，而且向北时间变晚。岩浆源有加深的趋势，北部出现白榴石玄武岩和响岩，表明大陆碰撞后雅鲁藏布江缝合带仍在活动，在这里陆内俯冲是存在的。近十几年的研究表明，青藏高原的核心部位在印度-亚洲大陆碰撞之前已发生显著的地壳缩短和地貌隆升，并可能已达到相当的海拔高度。
早白垩纪(约146–100 Ma.)，碎屑岩沉积在浅水中。在北拉萨地块，沉积出现在拉萨-羌塘地块碰撞的陆前盆地中。
被阿普特阿尔必期海相灰岩覆盖，形成了大陆架浅海沉积。陆前盆地的晚白垩纪塔克纳组形成直至冈底斯熔岩狐的北部，海相灰岩被河流红色岩层覆盖。拉萨与羊八井之间的塔克纳组的露头褶皱是直立或略微南北向倾斜，表明晚白垩纪印度板块碰撞后缩短了30%至50%。
50Ma始新世，与印度板块接触形成了雅鲁藏布缝合带。两个大陆继续聚合。沿着冈底斯弧的岩浆活动至 40 Ma。
中生代以来的历史与喜马拉雅有明显的区别，除了沉积物与生物群的不同外，在喜马拉雅运动中属于活动大陆边缘，南部冈底斯为岩浆火山弧，大规模的岩基广泛发。

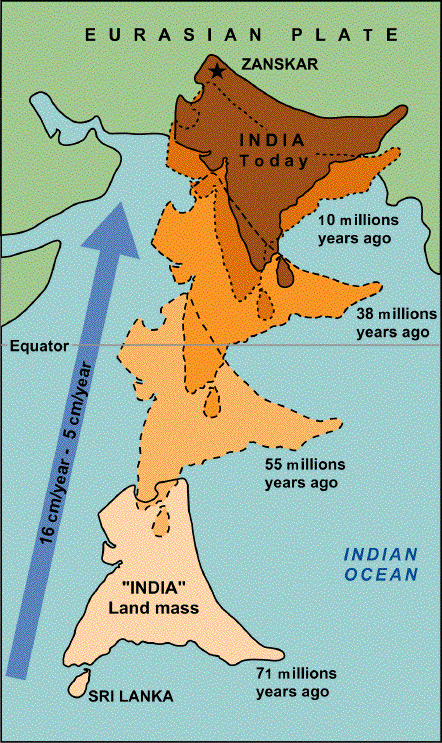
I印度-亚洲板块碰撞 70-0 Ma

## 地层
古生代沉积地层主要是石炭纪砂岩, 变质砂岩, 页岩，千枚岩, 较少的奥陶纪, 志留纪、二叠纪的石灰岩。前寒武纪地层很少露头。
三叠纪岩石主要是互层灰岩与沿着地块南边缘的玄武火山岩。
地块北部的侏罗纪地层是深水砂岩与页岩，常有蛇绿岩集聚。地块南部的侏罗纪地层是海洋石灰岩与泥岩。
下白垩纪地层是碎屑泥岩、砂岩与局部的砾岩。下白垩纪碎屑铺放在阿普特阿尔必期浅海灰岩，在很多出露，在一些地方有森诺曼阶化石。 
上白垩纪地层是长石砂质的河流形成的砂岩与泥岩。

## 文献源
- Alsdorf, Douglas; Brown, Larry; Nelson, K. Douglas; Makovsky, Yizhaq; Klemperer, Simon; Zhao, Wenjin. . Tectonics. August 1998, 17 (4): 501–519  [2015-02-19]. Bibcode:1998Tecto..17..501A. doi:10.1029/98tc01315. （原始内容存档于2022-06-14）.
- Di, Cheng Zhu; Zhi, Dan Zhao; Niu, Yaoling; Dilek, Yildirim; Mo, Xuan-Xue. . Geology (Geological Society of America). 2011-03-13, 39 (8): 727–730  [2015-02-18]. doi:10.1130/g31895.1.
- Leier, Andrew. . The University of Arizona. 2005. hdl:10150/193796.
- Leier, Andrew L.; Kapp, Paul; Gehrels, George E.; DeCelles, Peter G.  (PDF). Basin Research. 2007, 19 (3): 361–378  [2015-02-19]. doi:10.1111/j.1365-2117.2007.00330.x. （原始内容 (PDF)存档于2013-01-07）.
- Liebke, Ursina; Appel, Erwin; Ding, Lin; Neumann, Udo; Antolin, Borja; Xu, Qiang. . Geophysical Journal International. 2010, 182 (3): 1199–1215  [2015-02-19]. doi:10.1111/j.1365-246x.2010.04698.x.
- Metcalfe, I. . Embry, Ashton F.; Beauchamp, Benoit; Glass, Donald J.  (编). . Calgary, Alberta, Canada: Canadian Society of Petroleum Geologists. 1994. ISBN 978-0-920230-57-2.
- Ozacar, Arda. . 2015  [2015-02-18]. （原始内容存档于2015-02-18）.
- Wan, Tianfeng. . Berlin: Springer. 2010  [2019-12-11]. ISBN 978-3-642-11866-1. （原始内容存档于2020-08-04）.
- Zhang, Z.M.; Dong, X.; Santosh, M.; Zhao, G.C. . Gondwana Research. January 2014, 25 (1): 170–189. doi:10.1016/j.gr.2012.08.024.